# Nordrup
Nordrup is een plaats in de Deense regio Seeland, gemeente Ringsted. De plaats telt 248 inwoners (2008).